# Combats de Tu Lê
Guerre d'Indochine
Les combats de Tu Lê sont une suite d'affrontements qui eurent lieu durant la Guerre d'Indochine du 16 au  23 octobre 1952 dans la région Haut-Tonkin durant lesquels le 6e Bataillon de Parachutistes Coloniaux du commandant Bigeard s'est opposé aux divisions 308 et 312 du général Giap, dont l'offensive sur Nghia Lo avait été révélée par des informateurs au colonel Ducourneau, patron du Groupement Aéroporté no 2. L'ensemble des combats s'est terminé par un repli du 6e BPC et des soldats rapatriés des deux postes pris par le Việt Minh, le commandant Bigeard réussissant à ramener pratiquement tous ses hommes.

## Objectif
L'objectif de Giap était de franchir la Haute Région pour déboucher sur le Mékong et le Laos, régions peu affectées par la guérilla et relativement calmes, dans le but de mettre en difficulté le Corps Expéditionnaire Français en Extrême Orient qui n'avait pas les effectifs nécessaires pour combattre sur l'ensemble du territoire de l'Indochine française. Durant la saison des pluies de 1952, Giap a renforcé ses troupes et dispose de plusieurs divisions dont deux au moins sont aptes à la grande offensive.

Le Groupement Aéroporté no 2 du colonel Ducourneau s'étant renseigné sur les mouvements des troupes Viêt-minh, fait part de ses observations au Général Salan, qui décide d'envoyer le "bataillon Bigeard" renforcer les petits postes occupés dans les montagnes par des troupes autochtones et tenter de contrer l'offensive de Giap.

Au soir du 16 octobre, jour du parachutage, le rapport est de 665 parachutistes du 6e BPC contre environ 10 000 Bo Doi des divisions 308 et 312.

## Chronologie

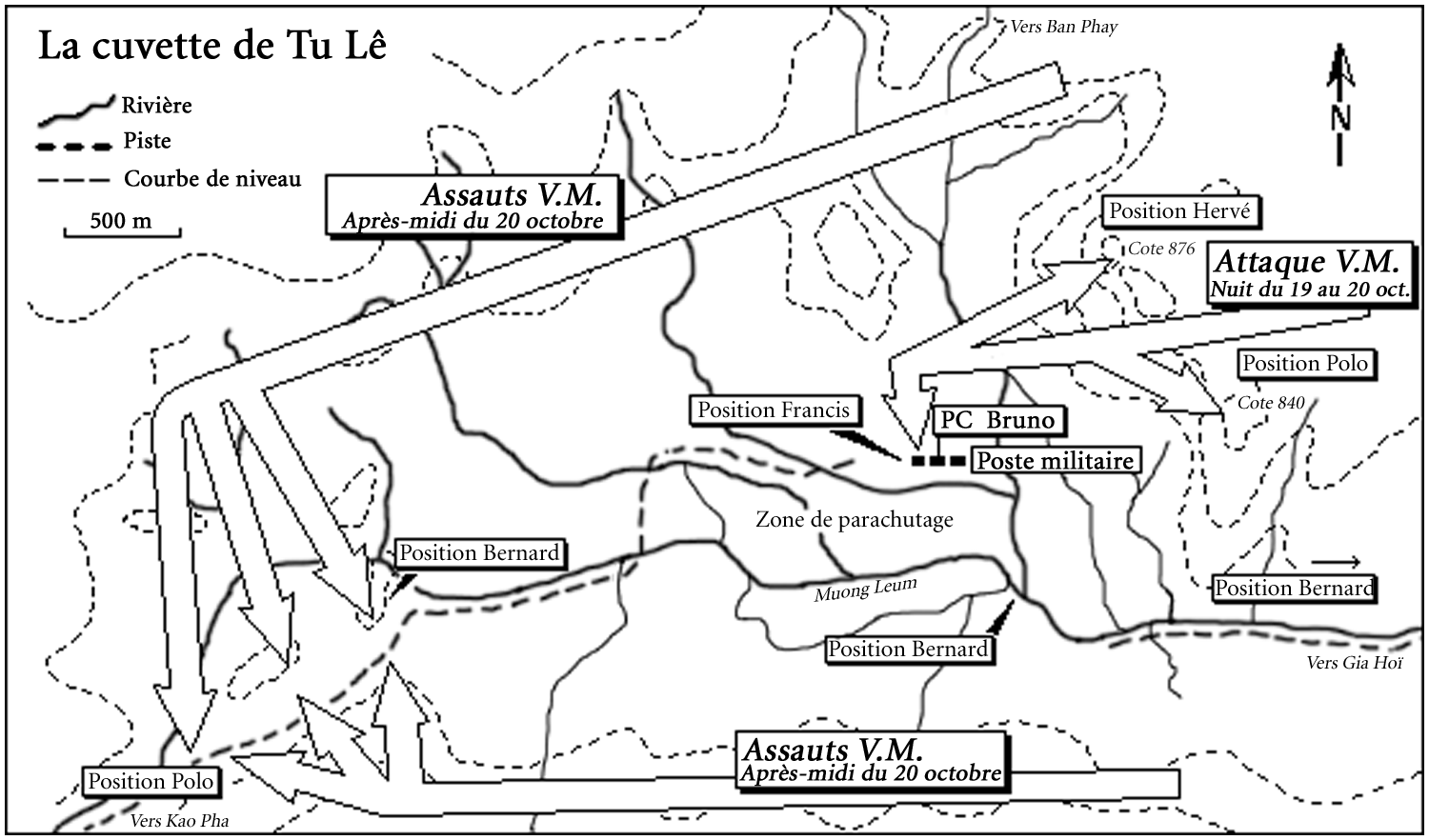
Assauts Viet des 19 et 20 octobre dans la cuvette de Tu Lê

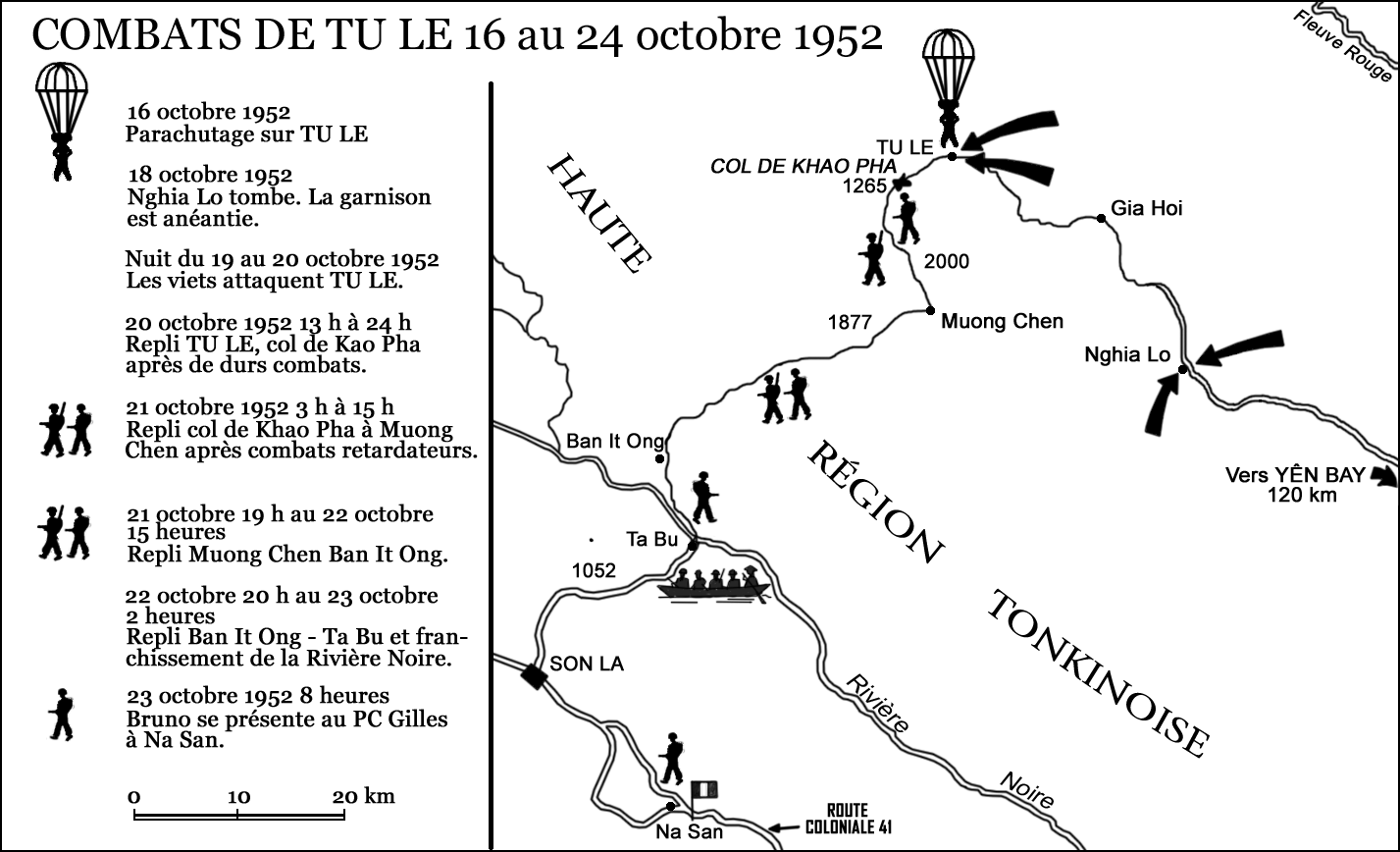
Carte et chronologie globale des événements

16 octobre : Les six cent soixante-cinq parachutistes du 6e BPC de Bigeard sont largués en deux rotations à 40 km au nord ouest de Nghia Lo, sur le village de Tu Lê. Bigeard décide d'installer le bataillon en plusieurs points d'appui de compagnie capables de s'appuyer les uns les autres. Ainsi, la 11e compagnie sous les ordres du capitaine Leroy investit la cote 840, la 12e compagnie, dirigée par le lieutenant Trapp, se charge de la cote 876 et la 6e compagnie du lieutenant Magnillat s’installe de l'autre côté de la rivière Muong Leum. La 26e compagnie du lieutenant de Wilde est en réserve aux côtés du PC de Bigeard. Les soldats aménagent sommairement leurs postes en creusant des abris jusqu'au petit matin.
17 octobre : Un Morane se pose sur une vieille piste en bordure de rizière et emporte les blessés du saut de la veille à Hanoï. L'installation des postes continue, des Dakotas larguent des ribards (barbelé) ainsi que des munitions, pendant que les soldats creusent des tranchées et posent des mines autour de leurs positions. Pendant la nuit du 17 au 18, le poste de Nghia Lo, qui est situé au sud-est de Gia Hoï, est attaqué.
18 octobre : Le bataillon reçoit vers 10 heures un message de Hanoi : le poste de Nghia Lo est tombé après seize heures de matraquage et de combats au corps à corps. La garnison est anéantie. À 17 heures le poste de Gia Hoï contacte le 6e BPC et lui signale que des unités viets commencent à s'installer sur les hauteurs qui dominent le poste. Peu après le commandant Bigeard reçoit du colonel Lajoix le commandement de toutes les garnisons qui se trouvent dans la zone encore en poste ou en retraite. À 21 heures, les deux centaines de partisans thaïs encadrés par quelques gradés européens du poste de Gia Hoï entament une retraite vers Tu Lê ordonnée par Bigeard. La compagnie Magnillat se place en embuscade le long de la piste menant à Gia Hoï afin de recueillir la garnison en marche vers Tu Lê.
19 octobre : Le général de Linarès, commandant les forces françaises du Tonkin, ordonne à Bigeard de se replier sur la rivière Noire, en direction de Na San, mais le commandant Bigeard refuse pour attendre les hommes qui arrivent de Nghia Lo. Les agresseurs de Gia Hoï et de Nghia Lo font mouvement par la piste vers Tu Lê. Deux compagnies viets tombent dans l'embuscade du lieutenant Magnillat et se replient en ayant subi de lourdes pertes. Cependant, elles sont rapidement appuyées par deux bataillons et Bigeard donne l'ordre à Magnillat de se replier à son tour, en profitant du tir de barrage fourni par les mortiers lourds de 81 du lieutenant Corbineau. Bigeard décide d'envoyer la 6e compagnie à deux kilomètres au sud-ouest, qui marque la sortie de la cuvette de Tu Lê pour assurer un itinéraire de repli au bataillon.
20 octobre : 2 heures du matin : Attaque massive des Viets. Ils sont piégés dans les barbelés. Deuxième assaut, tout aussi inefficace. Au lever du jour, 96 corps de Viets sont trouvés emmêlés. Repli de Tu Lê par le col de Kao Pha. Les Viets sont derrière. Les blessés et l'armement lourd sont abandonnés pour accélérer la marche. Dans la nuit, arrivée au col. Position imprenable. Le bataillon récupère quelques heures.
21 octobre : 3 heures du matin, les hommes valides repartent. Le soir, arrivée à Muong Chen, poste tenu par une quarantaine de partisans Thaïs commandés par l'adjudant Peyrol. Les Viets arrivent, Peyrol et ses hommes les retiennent.
22 octobre : Le bataillon repart. Certains hommes meurent d'épuisement.
23 octobre : Arrivée à It Hong. À vingt heures, les Viets arrivent. Il faut repartir.
24 octobre : Arrivée à la rivière Noire à 2 heures du matin. Des légionnaires attendent avec des pirogues pour traverser le fleuve. Le 6e BCP est sauvé.
Le général Bigeard déclarera : Ce repli héroïque de Tu Lê, c'est le symbole de l'armée française qui gagne."

## Bilan humain
Pertes françaises
6e BPC : 667 personnels engagés dans l'opération, 91 tués ou disparus.
Pertes Viet-Minh
96 tués dénombrés après l'attaque de Tu Lê.
Pertes non dénombrées pendant les combats d'arrière garde lors du repli.
2 FM, 12 PM et 27 fusils récupérés.
Source : Compte-rendu d'opération du colonel de Bollardière, commandant les troupes aéroportées en Indochine et les troupes aéroportées Nord 